# 弗倫德-帕奇特島 (佛羅里達州)
弗倫德-帕奇特島（英語：Fremd Village-Padgett Island）是位於美國佛羅里達州棕櫚灘縣的一個人口普查指定地區。

## 地理
弗倫德-帕奇特島的座標為26°48′31″N 80°39′17″W / 26.80861°N 80.65472°W，而該地最高點為海拔高度4米（即13英尺）。

## 人口
根據2010年美國人口普查的數據，弗倫德-帕奇特島的面積為3.10平方千米，當中陸地面積為3.10平方千米，而水域面積為0.00平方千米。當地共有人口2264人，而人口密度為每平方千米730人。